# Wisconsin Dells (kloof)

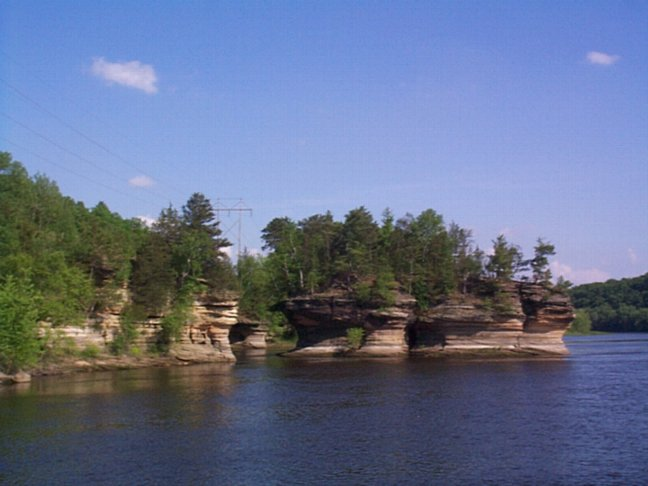
Dells (kloof) van de Wisconsin River

De Wisconsin Dells (van het Franse dalles, 'platen') is een 8 kilometer lange kloof van de Wisconsin in Zuid-Centraal-Wisconsin, in de Verenigde Staten. De kloof is bekend voor zijn natuurschoon en zijn opbouw uit zandsteen vanuit het Cambrium.

## Omschrijving en samenstelling

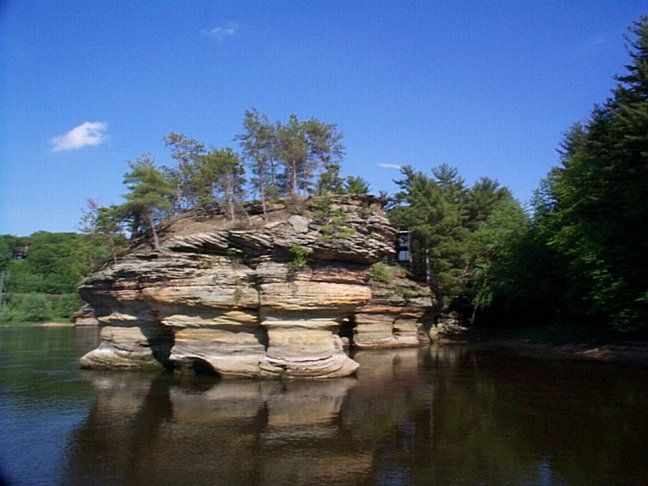
Rotsformaties in de Wisconsin Dells

De Dells is gevormd tijdens de laatste ijstijd, ongeveer 15.000 jaar geleden. Het gesteente zelf dateert van het Cambrium, ongeveer 510 tot 520 miljoen jaar geleden.
Ongeveer 19.000 jaar geleden bevonden de Dells zich in het uiterste Oosterse punt van een continentale gletsjer. De Dells zelf waren echter nooit bedekt onder een ijskap. Door het smelten van de gletsjer ontstond er een gletsjermeer ter grootte van het Great Salt Lake in Utah en een diepte van 45m (150 feet). Het meer werd afgedamd door het achtergebleven ijs van de gletsjer. De uiteindelijke breuk in het ijs ontketende een catastrofale overstroming, waarbij het meer zakte tot een diepte van 15m (50 feet) en daarbij diepe, smalle kloven uit de zandsteen sneed.

## Beschermde status
Het gebied is in het bezit van de Wisconsin Department of Natural Resources en is uitgeroepen tot een Natuurgebied van de staat in 1994.